# Zach Williams
Zachary Stephen Williams (nacido el 27 de junio de 1978) es un artista estadounidense de rock cristiano originario de Jonesboro, Arkansas . De 2007 a 2012, fue miembro y vocalista principal de Zach Williams & The Reformation (también tocaba la guitarra acústica y la armónica). También fue el vocalista principal del grupo cristiano Brothers of Grace, renombrado como Zach Williams and the Brothers of Grace. En 2016, comenzó su carrera en solitario.

## Discografía

### Albums
Como Zach Williams & The Reformation
- 2009: Electric Revival (Independiente)
- 2011: A Southern Offering (Independiente)

Solo
| Título             | Detalle del Album                                                                                    | Posiciones en listas | Posiciones en listas | Posiciones en listas | Posiciones en listas | Album        |
| Título             | Detalle del Album                                                                                    | US                   | US Christ            | US Folk              | US Rock              | Album        |
| ------------------ | --- | -------------------- | -------------------- | -------------------- | -------------------- | ------------ |
| Chain Breaker      | - Lanzado: 14 de diciembre de 2016 - Sello: Essential Records - Formato: Música de descarga, CD      | 174                  | 2                    | 4                    | 28                   |              |
| Rescue Story       | - Lanzamiento: 4 de octubre de 2019 - Sello: Essential - Formato: CD, Música de descarga, streaming  | 111                  | 2                    | 5                    | 21                   | - RIAA: Gold |
| A Hundred Highways | - Releasing: 30 de septiembre de 2022 - Sello: Essential - Formato: CD, descarga digital , streaming | —                    | 2                    | 9                    | —                    |              |

### EPs
Como Zach Williams and the Brothers of Grace
- 2014: Shine a Light EP

Solo
| Título                             | Detalles del EP                                                                                      | Posiciones en lista | Posiciones en lista | Posiciones en lista | Posiciones en lista |
| Título                             | Detalles del EP                                                                                      | US                  | US Christ           | US Folk             | US Rock             |
| ---------------------------------- | --- | ------------------- | ------------------- | ------------------- | ------------------- |
| Chain Breaker                      | - Lanzamiento: 23 de septiembre de 2016 - Sello: Essential Records - Formats: CD, Música de descarga | —                   | 20                  | 23                  | —                   |
| Survivor: Live from Harding Prison | - Lanzamiento: 14 de septiembre de 2018 - Sello: Provident - Formato: Descarga digital               | —                   | 26                  | —                   | 34                  |